# Jean-Claude Pergaud
Pour les articles homonymes, voir Pergaud.
Jean Claude Pergaud, né le 20 octobre 1761 à Ornans (Doubs), mort par suicide le 18 mai 1793 à Rülzheim (Allemagne), est un général de brigade de la Révolution française.

## États de service
Il entre en service en 1792, comme volontaire au 11e bataillon du Doubs, et le 6 septembre suivant il est élu lieutenant colonel commandant ce même bataillon, à l’armée du Rhin.
Il se suicide le 18 mai 1793, à Rülzheim, par suite de la débandade au combat de son unité.
Il est promu général de brigade à titre posthume le 25 septembre 1793.

## Sources
- (en) « Generals Who Served in the French Army during the Period 1789 - 1814: Eberle to Exelmans »
- Côte S.H.A.T.: 8 YD 330
- Léon Hennet, Etat militaire de France pour l’année 1793, Siège de la société, Paris, 1903, p. 324.